# Thiacidas variegata
Trisula variegata là một loài bướm đêm trong họ Noctuidae.